# Tapinocyba hortensis
Tapinocyba hortensis là một loài nhện trong họ Linyphiidae.
Loài này thuộc chi Tapinocyba. Tapinocyba hortensis được James Henry Emerton miêu tả năm 1924.